# Brüll Adél
Brüll Adél, asszonynevén Diósy Ödönné (Nagyvárad, 1872. szeptember 1. – Budapest, 1934. január 18.) Léda néven Ady Endre múzsája.

## Élete

### Származása
Édesapja, Brüll Sámuel nagyváradi jómódú zsidó polgár volt, édesanyja Stern Cecília. Két leánytestvére Margit (aki értelmi fogyatékosnak született) és Berta, aki később is velük élt.
Adél okos, művelt, a társasági élet iránt igen fogékony nő volt. Apja vagyonuk egy részét elveszítette a tőzsdén, így az elsőszülött Adél nem szerelméhez, az úri társaságot képviselő Ordódy Pál főhadnagyhoz, hanem egy cégfestő kisiparos fiához, Diósy Ödönhöz ment feleségül (aki ekkor már cégek, bankok export-import ügyintézője Szófiában).

### Házassága
Adél 26 évesen, 1898 novemberében házasodott össze Diósy Ödönnel, ami akkoriban későinek tekinthető. Nászútjuk után Szófiában telepedtek le, ahova Adél magával vitte kisebb húgát, Bertát is. Szófiában Adél és férje áttértek a katolikus vallásra.
Férje gyanús ügyletekbe keveredett, és tönkrement, annyira, hogy szinte szökniük kellett Bulgáriából. Párizsban telepedtek le. Férje vállalkozásokba kezdett, képeslapokkal, szőrmével kereskedett, majd pezsgőképviseletet nyitott.

### Léda kapcsolata Adyval
1903-ban Diósy és Adél négyszobás lakást béreltek a Rue de Lévis 92. szám alatt. Adél 1901 és 1903 között rendszeresen hazalátogatott Nagyváradra. 1903. szeptember 6-án itt ismerkedett meg Adyval, akinek írásait a Nagyváradi Naplóban olvasta. (A lapot Adél és férje Párizsban is járatta, hiszen Diósy Ödön alapító részvényese volt a lapnak.[forrás?]) 1904-ben döntött úgy, hogy meghívja magához a költőt Párizsba, ahol később az ő lakásukban lakott. Érdekes szerelmi háromszög alakult ki közöttük: jól megvoltak hármasban, nem voltak veszekedések a házastársak között, a bohém költő pénzét Adél kezelte, kezdődő szifiliszéhez Ödön szerzett orvost. 1904 szeptembere és novembere között Adél Ady Endrével a francia Riviérára utazott. 1905 májusában pár napot a Starnbergi-tó partján töltöttek, majd Nagyváradra utaztak. Adél őszig Nagyváradon maradt, ahol Ady többször is meglátogatta. 1906 őszén földközi-tengeri hajóúton vettek részt, 1907 júliusában édesanyja betegsége miatt hazautazott, de mire hazaérkezett, anyja meghalt. Ugyanezen év augusztusában halott kislánya született (hivatalosan Diósy nevére jegyezték be, de valószínűleg Ady volt az apa).
1908 szeptemberében néhány napig Érmindszenten tartózkodott szeretőjénél. 1909 márciusában Adyval a Riviérára (Nizzába, Monte-Carlóba) utazott, majd augusztus második felében  Svájcba hívta.[forrás?]
1910 júniusában Magyarországon gyógykezeltette magát. Egyre többet veszekedtek Adyval, ami 1911-ben is folytatódott. Kapcsolatuk fokozatosan megromlott, bár még találkoztak (Monte-Carlóba utaztak majd Olaszországba, Pisába, Firenzébe és Rómába, valamint találkoztak a Chiemsee-nél is)

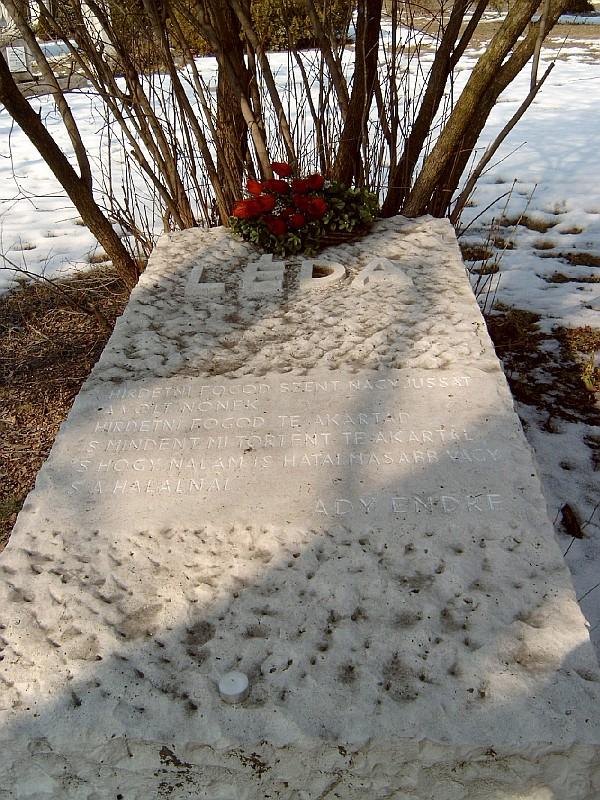
Brüll Adél sírja Budapesten. Fiumei úti sírkert: 35-1-51

A végső szakítást a Nyugat 1912. május 16-i számában megjelent vers (Elbocsátó szép üzenet) jelentette. Adélt a vers lesújtotta, férje azonban vigasztalta és ápolta. Adél a vers megjelenése után sohasem látta viszont Adyt. Kettejük kapcsolatáról csak Ady halála után kerültek nyilvánosságra részletek.

### Ady nélkül
1914-ben a háborús helyzet miatt Párizsból haza kellett térniük. Elölről kellett kezdeni mindent. Adél férje szénnel kezdett kereskedni. Igen magas kapcsolatokkal el tudta intézni, hogy Lengyelország jóvátételként fizetett szénszállítmányai a részvénytársaságán keresztül érkezzenek Magyarországra. Budapesten az Andrássy úton, majd a Bajza utcában béreltek lakást. 1925 nyarán Gödöllőn, az Erzsébet királyné úton vettek egy 12 szobás házat (a Praznovszky-villát). Minden szobához tartozott egy pedigrés kutya is.
Adél 1930-ig volt Gödöllőn, bár állandóan nem lakott ott. Állatokkal vette magát körül. Vele lakott két húga is, Berta és Margit.
Adél bőrbajban (pemphigus), férje pedig tüdőrákban betegedett meg. Adél férje előtt hunyt el. Temetésekor a sírjáról Ödön Csinszka koszorúját eltávolította.